# سميديريفو
سميديريفو هي مدينة تقع شرق صربيا على نهر الدانوب وتبعد حوالي 45 كم عن العاصمة بلغراد، وكان اسمها تحت الحُكم العثماني: «سمندرية».

## تاريخ
كانت أحد محاور أحداث معركة ڤارنا، إذ في 22 أغسطس 1444م، وبعد أسبوع واحد من انتهاء المفاوضات بخصوص معاهدة أدرنة-سكدين 1444م، استعاد «جُريج برانكوڤيتش» أراضيه في الصرب بادئاً باستلام مدينة «سمندرية» في نفس ذلك اليوم بعد أن أخلاها له العثمانيون.